# Wilfried Dietrich
Wilfried Dietrich (n. 14 octombrie 1933, Schifferstadt, Renania-Palatinat, Germania – d. 3 iunie 1992, Durbanville, Provincia Western Cape, Africa de Sud) a fost un luptător ce a reprezentat Germania, medaliat olimpic. A participat la 5 ediții ale Jocurilor Olimpice (1956, 1960, 1964, 1968, 1972) în care a câștigat o medalie de aur (1960), două medalii de argint și două medalii de bronz. La Campionate Mondiale a câștigat, de asemnea, cinci medalii, dintre care una de aur (1961).